# Die Flucht und Verfolgung des Raubmörders Rudolf Hennig über die Dächer von Berlin

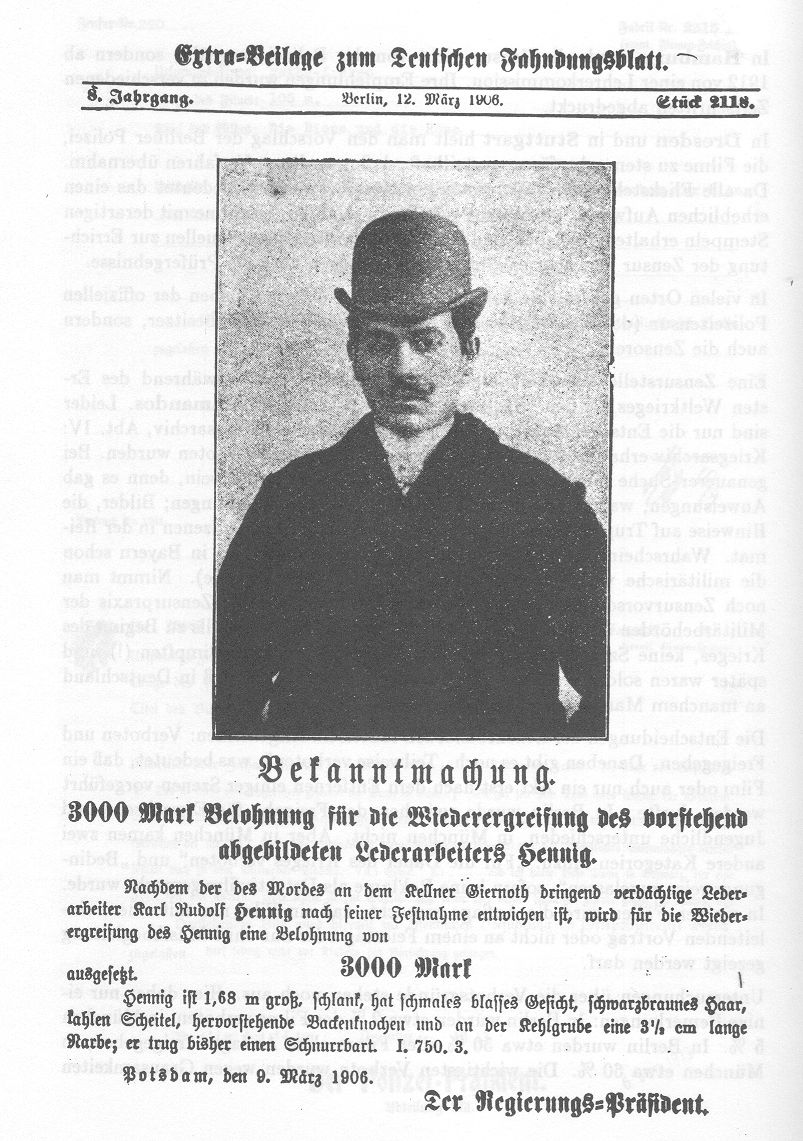
Fahndungsplakat vom 12. März 1906

Die Flucht und Verfolgung des Raubmörders Rudolf Hennig über die Dächer von Berlin ist ein deutscher Aktualitätenfilm aus dem Jahr 1905 mit einer Gesamtlänge von etwa 120 Metern. Er ist filmhistorisch vor allem deshalb von Bedeutung, weil er dazu führte, dass im Mai 1906 in Deutschland die Film-Vorzensur eingeführt wurde.

## Handlung
Die Handlung des Films basiert auf der wahren Geschichte des Raubmörders Karl Rudolf Hennig (1874–1906), der 1905 mit seiner spektakulären Flucht vor der Berliner Polizei für Schlagzeilen sorgte.

## Hintergrund
Der Film war eine von mehreren Produktionen, die sich über das Versagen der Berliner Polizei bei der Verfolgung des wegen Raubmordes gesuchten Rudolf Hennig lustig machten. Die Flucht und Verfolgung des Raubmörders Rudolf Hennig über die Dächer von Berlin ist der bis heute bekannteste dieser Filme und gilt wegen der empörten Reaktionen, die er hervorrief, als „erster Skandalfilm der deutschen Filmgeschichte“. Er wurde von der Internationale Kinematograph- u. Lichtbild-Ges. Berlin produziert.
Nach der Verhaftung Hennigs erließ das Berliner Polizeipräsidium am 13. April 1906 ein Vorführungsverbot über alle „auf künstlichem Wege hergestellten Darstellungen von Hennigs Mordtat und seiner Flucht“. Begründet wurde das Verbot damit, dass diese Darstellungen die Polizei verunglimpften und in ein schwebendes Verfahren eingriffen. Zwar wurde das Verbot bereits am 18. April wieder aufgehoben; vier Tage nachdem Hennig zum Tode verurteilt worden war, am 5. Mai 1906, führte der Berliner Polizeipräsident als Reaktion auf die Hennig-Filme jedoch die Vorzensur ein. Diese sah vor, dass Kinobesitzer ihr Programm künftig bereits im Vorfeld beim Berliner Polizeipräsidium einreichen mussten, das dann darüber entschied, ob die Filme freigegeben oder verboten wurden. Die Filme konnten auch nur für Erwachsene freigegeben werden. Auch Schnittauflagen als Voraussetzung für eine Freigabe waren möglich. Der Erlass des Berliner Polizeipräsidenten fand deutschlandweit viele Nachahmer und führte in den Folgejahren dazu, dass die Filmzensur in Deutschland zunehmend vereinheitlicht und systematisiert wurde.